# Ritssluiting

De werking van een ritssluiting

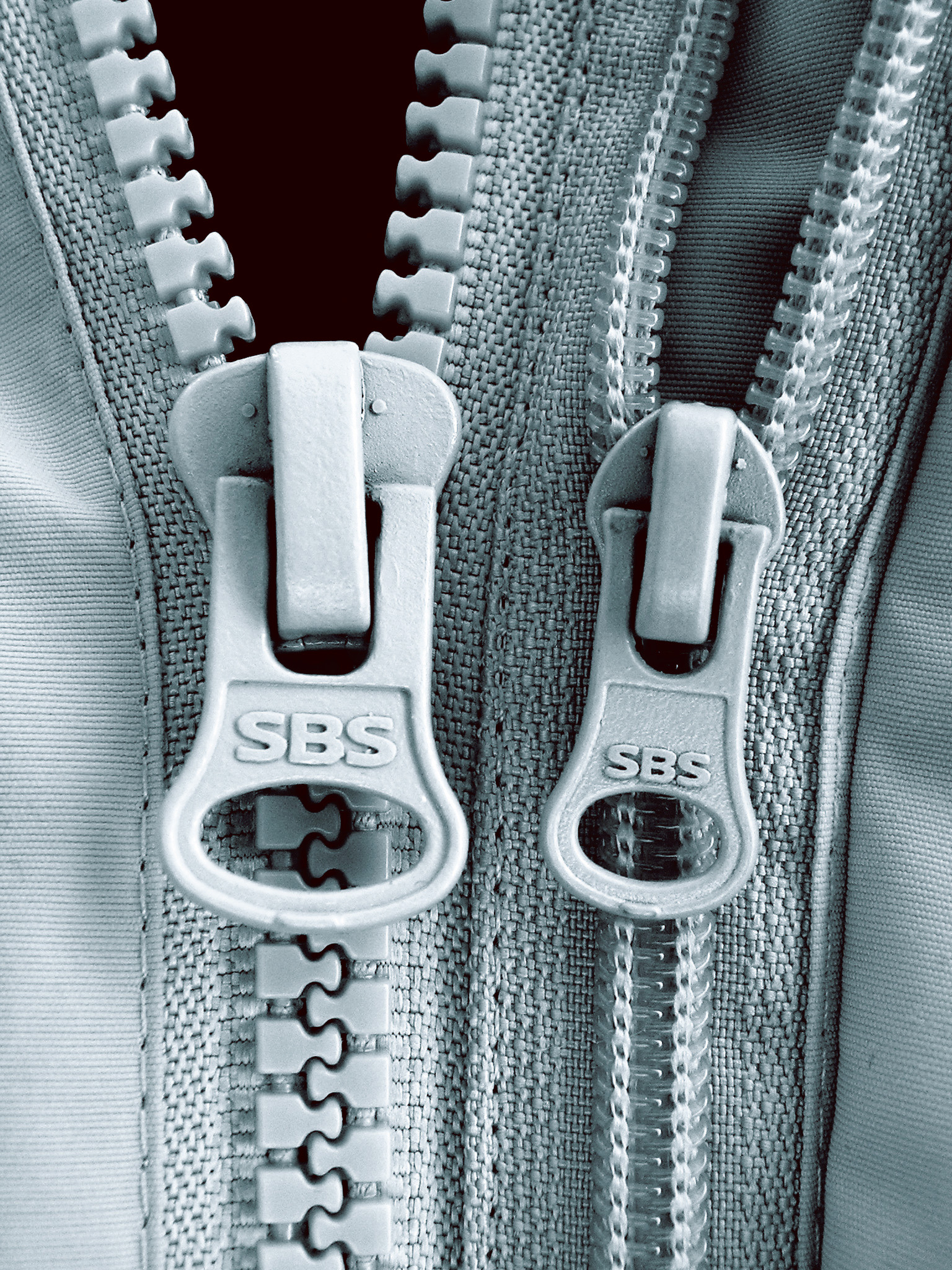
Ritsen

Een ritssluiting (ook wel rits of treksluiting) is een mechaniek van metaal of kunststof om de randen van twee stukken stof losneembaar met elkaar te verbinden. De bij de rits toegepaste verbindingstechniek is die van vormopsluiting. De rits bestaat uit twee rijen identieke tanden die aan weerszijden van de rits horizontaal gespiegeld zijn geplaatst. De tanden hebben een haakvorm: van boven bol en van onderen hol en wel zodanig dat de bolling van de ene tand precies in de holte van een andere tand past waardoor de vormopsluiting plaatsvindt. Met een over de tanden glijdende 'runner' kunnen, in de ene richting bewegend, de tanden in elkaar worden gebracht waardoor de rits wordt gesloten. Door de runner in tegenovergestelde richting te bewegen worden de tanden weer uiteengenomen waardoor de rits wordt geopend. 

## Geschiedenis
De ritssluiting werd uitgevonden door Whitcomb Judson in 1893, maar deze kon geen geschikte toepassing vinden. Het ontwerp van de moderne rits is van Gideon Sundback. Wereldmarktleider voor ritssluitingen is de Japanse fabrikant YKK.

## Soorten
- De ondeelbare rits: de variant waarbij de rits aan het ondereind gesloten blijft, zoals toegepast bij een vak van een tas of portemonnee, of een zak van een kledingstuk.
- De deelbare rits: de variant waarbij twee losse delen van een kledingstuk, met elk een helft van de rits, aan elkaar bevestigd worden, zoals bij een jas. Deze rits wordt ook toegepast als een deel van het kledingstuk geheel losgemaakt kan worden van de rest, zoals bij een lange broek met afritsbare pijpen of een jas met een afritsbare capuchon.
- De dubbel deelbare rits: deze rits is vergelijkbaar met de deelbare, maar heeft aan het ondereind een extra, omgekeerde ritsloper, die de mogelijkheid geeft om na sluiting met de ene ritsloper bovenaan, de rits vanaf de onderkant weer (deels) te openen. Dit wordt bijvoorbeeld toegepast bij een lange jas die na sluiting van onder naar boven, van onder weer een stukje wordt geopend voor meer bewegingsvrijheid. Om de rits weer helemaal te kunnen openen moet de rits eerst onderaan met de onderste loper worden gesloten, waarna de bovenste ritsloper helemaal naar beneden wordt geschoven. Als beide ritslopers aan het ondereinde tegen elkaar aanzitten kan de rits geopend worden.

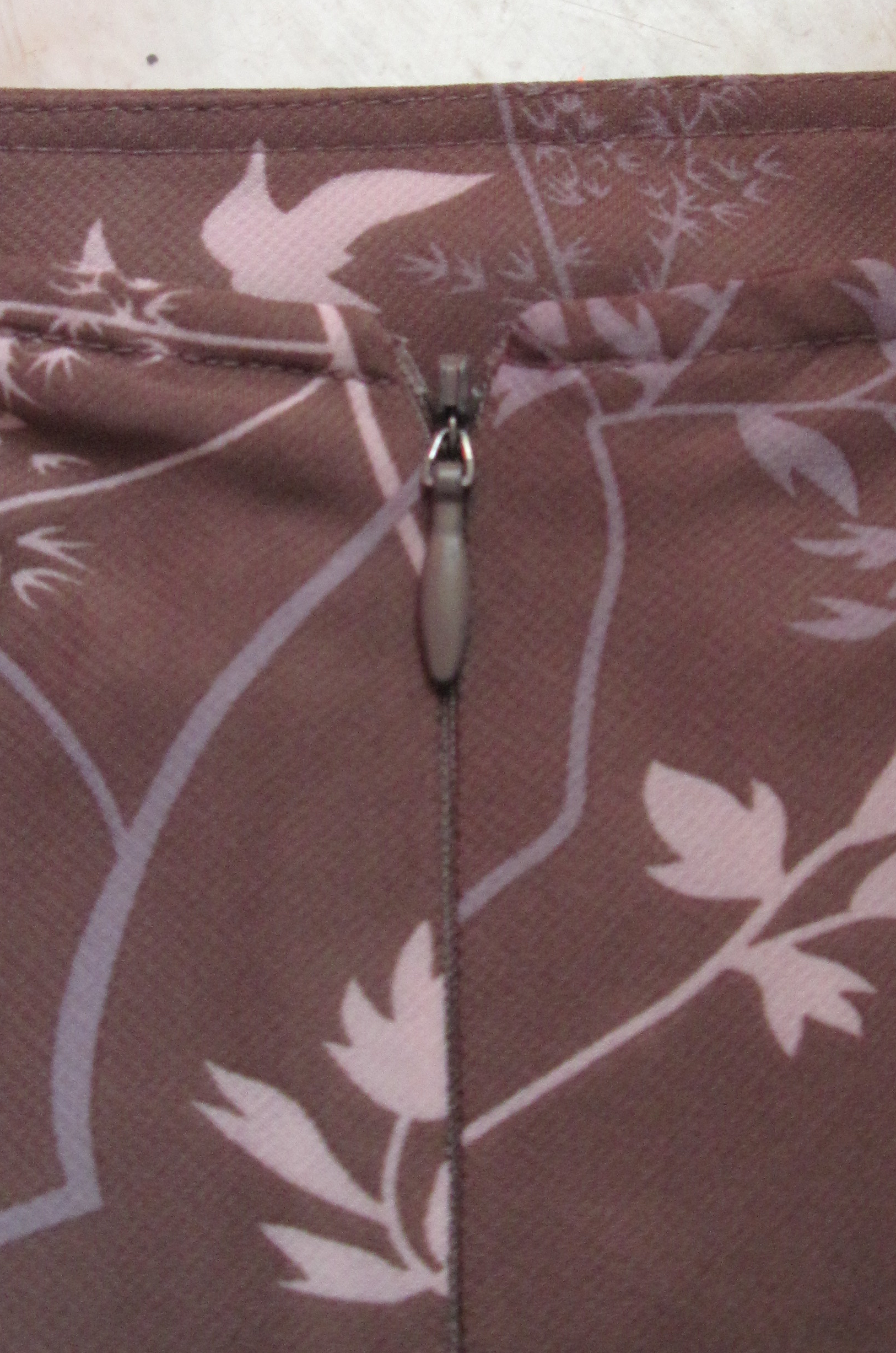
Rok met blinde rits

- Rok met blinde ritsDe blinde rits: deze rits is ondeelbaar, heeft fijne tanden en kan onzichtbaar ingenaaid worden (met randen stof die beide delen van de rits bedekken) zoals bijvoorbeeld aan de achter- of zijkant van een jurk of een kussenhoes. Na het innaaien is alleen het lipje van de loper zichtbaar.
- De rits met rem: Voor toepassingen waarbij de rits zijwaarts onder spanning staat en niet spontaan open mag lopen, zoals de sluitrits van een rok of broek, bestaan er ritsen met een remmechaniek op de runner. Daarbij heeft als regel de treklip van de runner een vast scharnier dat zodanig is gemaakt dat de trekker een 'omslagpunt' heeft, bij het passeren waarvan de trekker tegen de rits wordt gedrukt. Aan de achterzijde van de trekker bevindt zich een pinnetje dat daarbij tussen de tanden van de rits wordt gedrukt, zodat de runner zich niet meer kan verplaatsen.

Een ander type treksluiting wordt zipsluiting genoemd. Deze heeft geen tandjes maar plastic strips die in elkaar grijpen, en geen lipje: de ritsloper wordt gewoon vastgepakt om deze te verschuiven. Hier worden plastic zakjes soms van voorzien, vooral diepvrieszakken. Ze worden toegepast voor het luchtdicht afsluiten ervan, en vervolgens herhaaldelijk weer openen en luchtdicht afsluiten.